# Schichtgebet

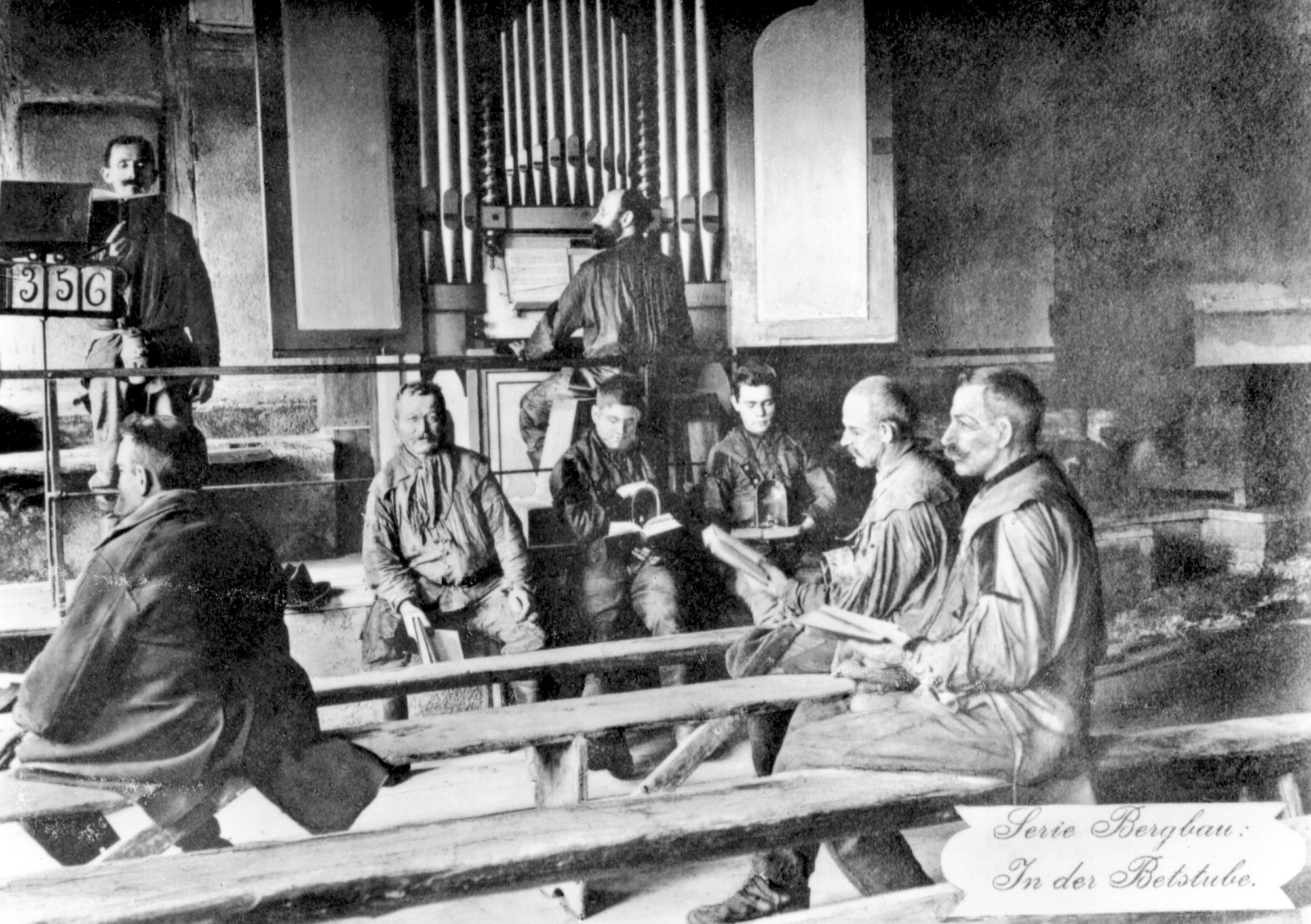
Sächsische Bergleute beim Gebet, um 1900

Als Schichtgebet (auch Berggebet, Grubengebet, Bergmannsgebet, Morgengebet, Anfahrgebet oder Einfahrtsgebet) bezeichnet man im Bergbau ein Gebet, das die Bergleute zu ihrer Erbauung vor der Einfahrt und nach der Ausfahrt beten. Dieser religiöse Brauch wurde in einigen Bergrevieren über 300 Jahre praktiziert. Im Oberharz wurden für dieses Beten eigens Beträume oder Betsäle eingerichtet. In der ersten Hälfte des 20. Jahrhunderts wurde das verpflichtende Schichtgebet allmählich abgeschafft.

## Grundlagen und Geschichte

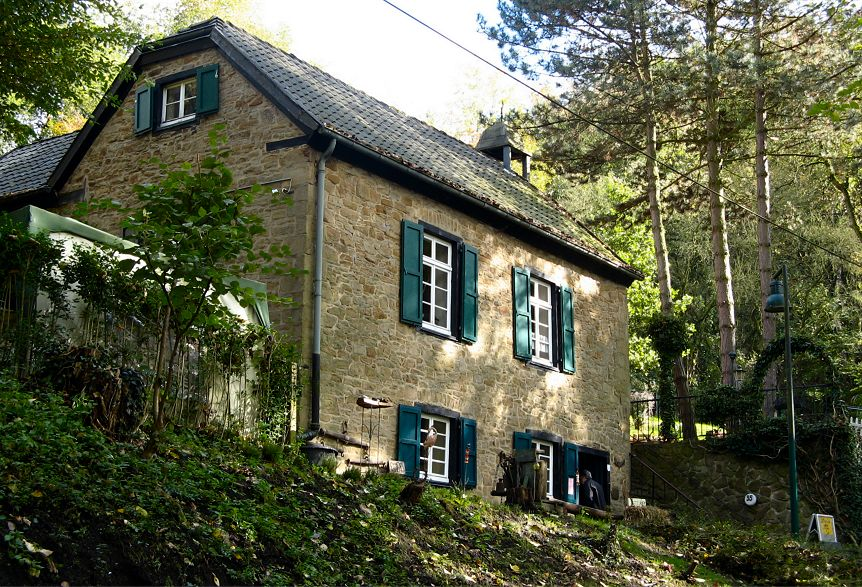
Bethaus im Muttental

Die Bergleute waren, bedingt durch ihren gefährlichen Beruf, vor allem in frühen Jahren sehr religiös. Das lag zum Teil an dem bis ins Mittelalter herrschendem Aberglauben, zum Teil aber auch am Einfluss der Kirche auf den Bergbau. Das Schichtgebet war in vielen Regionen verbreitet. Bereits im 16. Jahrhundert beteten die Bergleute vor der Einfahrt in das Bergwerk. Durch gemeinsames Singen und Beten sollte drohendes Unheil abgewendet werden. Für das Morgengebet versammelten sich die Bergleute im Bethaus oder in der Betstube. Auch eigens errichtete Kirchen wurden genutzt. Beim Gebet herrschte eine strikte Sitzhierarchie, die sich in den Sitzgelegenheiten für den Obersteiger bis hin zu den Grubenjungen widerspiegelte. Das Gebet wurde entweder von einem Bergmann mit lauter Stimme vorgesprochen, oder es wurde, wie auf den preußischen Steinkohlezechen, vom Steiger oder vom Schichtmeister gebetet. Im Mansfelder Bergrevier sprachen alle anwesenden Bergleute das Schichtgebet andächtig gemeinsam. In den oberschlesischen Bergrevieren waren die Bergleute so stark mit dem Glauben verbunden, dass sie das Gebet inbrünstig herausschrien. Nach dem Schichtgebet las der Obersteiger die Mannschaft namentlich vor und teilte die Arbeit ein. Danach riefen sich die Bergleute den Bergmannsgruß Glückauf zu und fuhren in das Bergwerk ein.

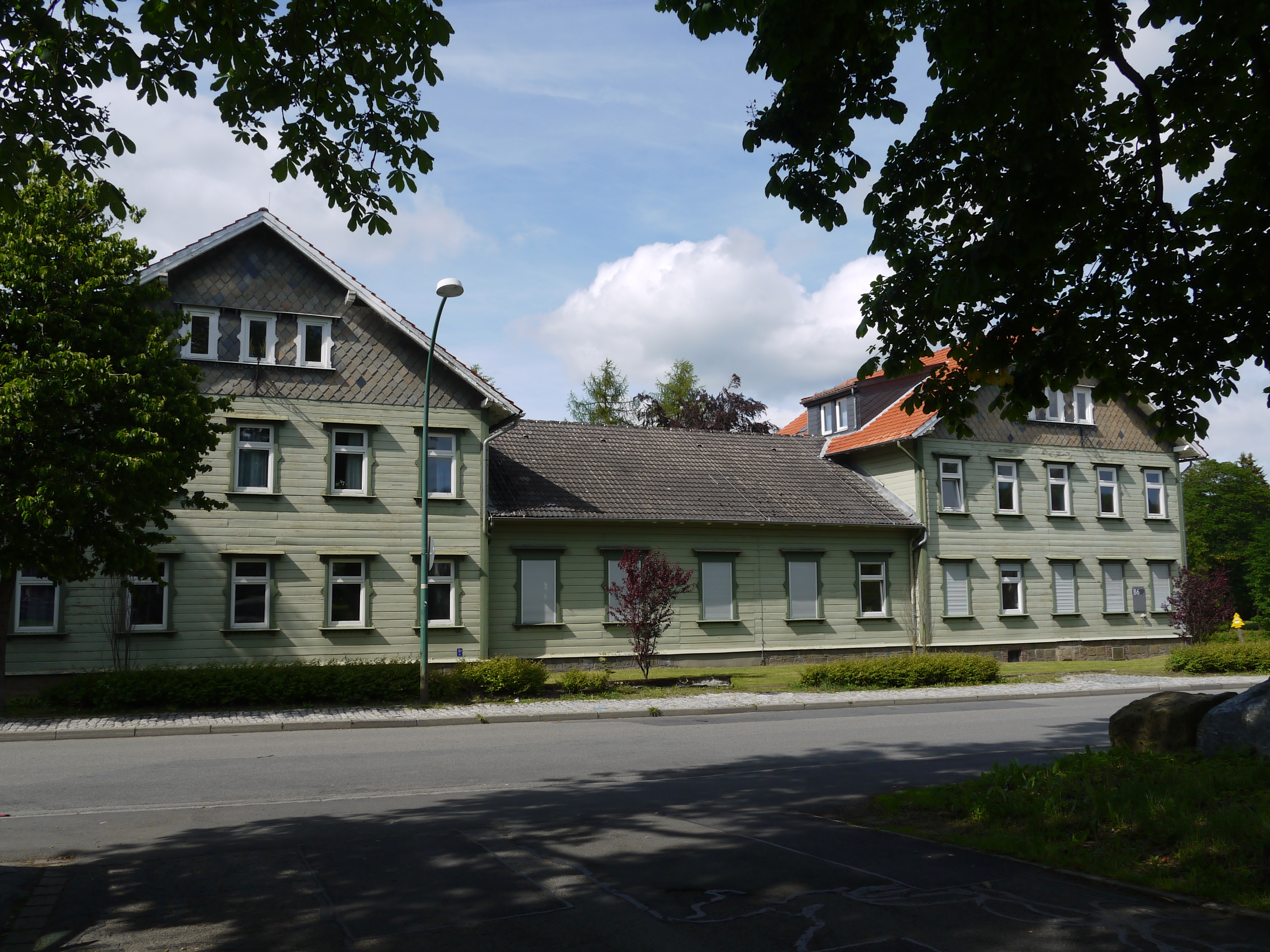
Das ehemalige Zechenhaus des Kaiser-Wilhelm-Schachtes enthielt einen Betsaal für 400 Bergleute

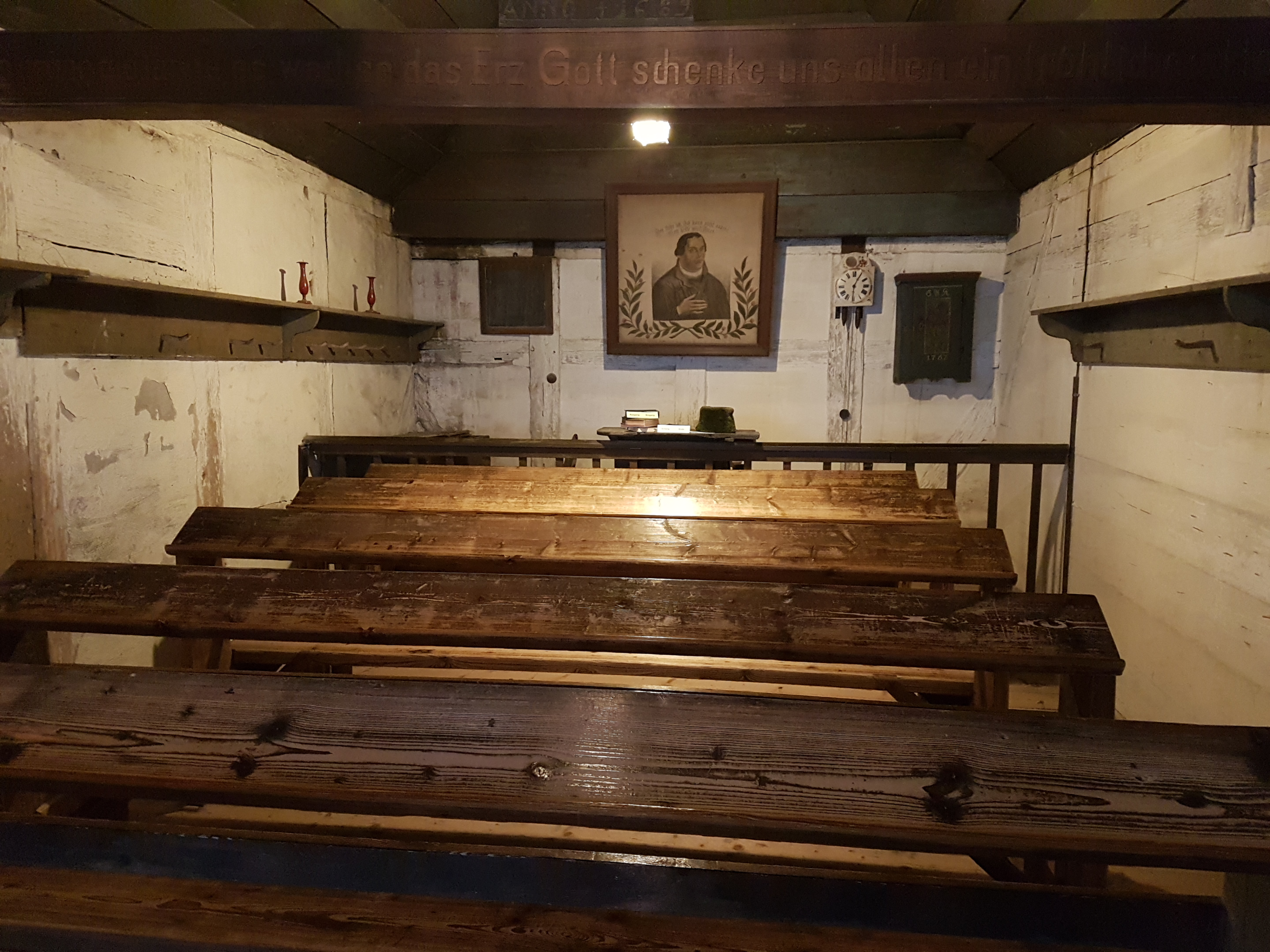
Betsaal aus dem 18. Jahrhundert im Oberharzer Bergwerksmuseum

## Gebetspflicht
Aus der rheinischen Stadt Mechernich wird das Schichtgebet für ein Bleibergwerk und eine Hütte bereits für das 16. Jahrhundert überliefert. Im Laufe der Jahre wurde das Gebet vor der Schicht in den Bergrevieren vorgeschrieben. Im Mansfelder Bergrevier wurde das Gebet vor Schichtbeginn bereits 1688 in der Berggerichtsordnung angeordnet. In den Bergrevieren Preußens wurde 1839 von den Bergbehörden eine „Instruction“ erlassen, die die Bergleute verpflichtete, zum Morgengebet zu erscheinen, das vom Steiger oder in seiner Vertretung vom Schichtmeister gesprochen werden musste. Bergleute, die nicht zum Morgengebet erschienen, wurden bestraft. Bei Nichterscheinen zum Morgengebet wurde den betreffenden Bergleuten vom Revierbeamten ein Pfennig vom Lohn abgezogen. Im Laufe der Jahre wurde das einfache Morgengebet zu ganzen Betstunden ausgebaut und so zu einer Andacht ausgeweitet. Die Bergwerksdirektoren kontrollierten die Erfüllung der Teilnahmepflicht. Um genügend Zeit für das Morgengebet zu haben, forderten die Bergleute in Schlesien eine halbe Stunde zusätzlicher Zeit von den Bergwerksbetreibern. Im Ruhrbergbau konnte sich der Brauch des Schichtgebetes durch den wirtschaftlichen Druck zu keiner Zeit richtig durchsetzen.

## Das Gebet
Das Schichtgebet wurde in der Regel an einen der Berufspatrone der Bergleute gerichtet. Überwiegend war das in der neueren Zeit die heilige Barbara. Das bekannteste und am meisten verbreitete Gebet zur heiligen Barbara stammt aus der Stadt Eisenerz aus der Zeit um 1780.
„Heilige Barbara, du edle Braut, mein Leib und Seel sei dir vertraut,

sowohl im Leben als im Tod, komm mir zu Hilf in mein letzten Not,

komm mir zu Hilf in mein letzten End, daß ich empfang's heilige Sakrament;

den bösen Feind weit von mir treib mit deiner Hilf stets bei mir bleib,

bei Gott mir nur das eine wirb, daß ich in seiner Gnade stirb.

Wenn sich mein Seel vom Leibe trennt, nimm sie auf in deine Händ,

behüt sie vor der höllischen Pein und führ sie in das Himmelreich 'nein. Amen“
Quelle:
Es gab aber auch Gebete, die direkt an den allmächtigen Gott gerichtet waren. In dem Buch Der Knappe Erdmann … wird auf fast drei Seiten ein Bergmannsgebet beschrieben. Ein weiteres Schichtgebet stammt aus dem Kohlenbergbau:
„Wir richten, eh’ wir niederfahren,

Den Blick, o Gott empor zu Dir.

O woll uns, Herr, getreu bewahren,

Laß wiederkehren uns nach hier.

Schließ auf den Stollen deiner Liebe,

Den finstren Schacht, in dem wir bauen.

Schirm uns vor Ort und im Betriebe,

Laß fromm und treu uns Dir vertrauen.

Herr, segne Streben, Schacht und Stollen,

Bewahre uns vor Flut und Brand.

Herr, dem wir treu gehören wollen,

Du hast die Welt in Deiner Hand.“
Quelle:
Zudem gab es noch weitere Schichtgebete, die je nach Region unterschiedlich waren.